# 30206 Jasonfricker
30206 Jasonfricker è un asteroide della fascia principale. Scoperto nel 2000, presenta un'orbita caratterizzata da un semiasse maggiore pari a 2,7608155 UA e da un'eccentricità di 0,0745695, inclinata di 5,79792° rispetto all'eclittica.